# Brigitte Maier
Brigitte Maier, född 7 augusti 1952 i Schleswig-Holstein, Västtyskland, död 13 november 2010, var en tysk porrskådespelare.

## Filmografi (urval)
- 1974 – Porr i skandalskolan
- 1975 – French Blue (Penetration)
- 1975 – Sensations
- 1975 – Justine och Juliette
- 1976 – Tongue